# Scott D'Amore
Scott Francis D'Amore (Windsor (Ontario), 8 augustus 1974) is een Canadees professioneel worstelmanager, promotor en voormalig professioneel worstelaar die vooral bekend is van zijn tijd bij Total Nonstop Action Wrestling (TNA). Hij is tevens de oprichter van de Canadese worstelorganisatie Border City Wrestling (BCW).
Als worstelaar heeft D'Amore voornamelijk gewerkt voor World Championship Wrestling (WCW), World Wrestling Federation (WWF) en vele onafhankelijke worstelpromoties in Amerika, Europa en Japan, maar ging vanaf 1993 door met zijn eigen worstelpromotie. Hij bracht vele worstelaars binnen die nu bekend zijn in de worstelwereld, met name Tommy Dreamer, Johnny Swinger, Sabu, Moose, Shinsuke Nakamura en eenmalig een optreden van de worstellegende Bret Hart.

## Professioneel worstelcarrière (1991-2024)

### Vroege carrière (1992-1996)
D'Amore had zijn eerste wedstrijd op 14 juni 1992 tegen Otis Apollo in Amherstburg, Ontario. Vanaf 1993 tot aan 1996 kwam D'Amore uit voor World Championship Wrestling (WCW). Hij werd neergezet als een "jobber" (vaak verliezen van wedstrijden). Na zijn vertrek van WCW, kwam D'Amore uit voor verschillende promoties waaronder in Japan en Duitsland en het toenmalige Extreme Championship Wrestling (ECW). In 1997 stond hij bekend met een golf personage en begon te worstelen als "Chip Birdy".
Tijdens zijn tijd in WCW, had hij zijn eigen worstelpromotie opgericht in Canada, Border City Wrestling (BCW) in 1992 en begon te werken als promotor en manager voor schillennde promoties in Canada.

### Global Force Wrestling (2014-2017)
D'Amore was voor een korte tijd aangesloten bij Global Force Wrestling (GFW), een promotie die opgericht werd door voormalige eigenaar van TNA, Jeff Jarrett. Hij vervulde zijn rol als Vice President of International Relations. Op 10 augustus 2014 vescheen D'Amore bij de Japanse worstelorganisatie New Japan Pro Wrestling (NJPW), waar Jarrett een samenwerking aanging met GFW en NJPW.

## Privé
D'Amore heeft een diploma communicatiewetenschappen behaald aan de Universiteit van Windsor.

## Prestaties
- Border City Wrestling
  - BCW Can-Am Heavyweight Championship (5 keer)[8]
  - BCW Can-Am Tag Team Championship (1 keer)[8] – met Bobby Clancy
  - BCW Hall of Fame (class of 2009)
- Canadian Pro-Wrestling Hall of Fame
  - Class of 2024[9]

- Midwest Territorial Wrestling
  - MTW Tag Team Championship (1 keer) – met Otis Apollo[8]